# Centemopsis trinervis
Centemopsis trinervis är en amarantväxtart som beskrevs av Lucien Leon Hauman. Centemopsis trinervis ingår i släktet Centemopsis och familjen amarantväxter. Inga underarter finns listade i Catalogue of Life.